# Syntowty (gmina)
Syntowty – dawna gmina wiejska istniejąca na przełomie XIX i XX wieku w guberni suwalskiej. Siedzibą władz gminy były Syntowty (lit. Sintautai).
Za Królestwa Polskiego gmina Syntowty należała do powiatu władysławowskiego w guberni suwalskiej (od 1867).
Po odzyskaniu niepodległości przez Polskę i Litwę powiat władysławowski na podstawie umowy suwalskiej wszedł 10 października 1920 w skład Litwy.
- Gmina Syntowty, [w:] Słownik geograficzny Królestwa Polskiego, t. XI: Sochaczew – Szlubowska Wola, Warszawa 1890, s. 745.